# ليام والش (ملاكم)
ليام والش (بالإنجليزية: Liam Walsh)‏ مواليد 18 مايو 1986 في مانشستر الكبرى، إنجلترا، هو ملاكم محترف بريطاني يصنف ضمن فئة الوزن الخفيف.

## المسيرة الاحترافية
من نزالاته:
- انتصر على أندري كليموف (10-09-2016).
- انتصر على جو موراي بالضربة الفنية القاضية (28-02-2015).
- انتصر على جو موراي (21-09-2013).
- انتصر على سكوت هاريسون (20-04-2013).
- انتصر على بول أبليبي (30-09-2011).

## إحصائيات
خاض خلال مسيرته 21 نزالا، فاز في 21 ولم يخسر. فاز بالضربة القاضية في 14 نزالا.

## روابط خارجية
- ليام والش على موقع بوكس ريك (الإنجليزية) (registration required)